# Guilherme Santos (fotógrafo)
Guilherme Santos (Rio de Janeiro, 1871 - 1966) foi um comerciante e fotógrafo, com atuação principal na cidade do Rio de Janeiro. Fotografou paisagens, acontecimentos políticos e cenas cariocas (como o carnaval e o futebol) utilizando-se da técnica da estereoscopia.

## Biografia
Guilherme Antonio dos Santos nasceu na cidade do Rio de Janeiro, filho de José Antonio dos Santos, futuro sócio da joalheria “Luiz de Rezende & C.”. Estudou no colégio Aquino junto com Luís Gastão d'Escragnolle Dória e em 1883 os dois são condecorados por Pedro II por terem respondido corretamente a todas as perguntas sobre a História do Brasil.. Aos 15 anos, formou-se bacharel em Letras no Colégio Abílio de Botafogo, frequentado pelas famílias mais abastadas do Rio de Janeiro.
Em 1905 viaja a Paris e  tem contato com a estereoscopia a partir da exposição da Maison Jules Richard, responsável pela criação do Verascope, um sistema estereoscópico que integra câmera e visor e utiliza filmes em chapa de vidro. Na exposição, Guilherme Santos se depara com fotografias do Brasil que considerava negativas. Segundo ele: “a alma caiu-me aos pés e da indignação surgiu o ideal de realizar pelo mesmo processo, a coleção de vistas que pudesse mostrar ao mundo que o Brasil não era, absolutamente, aquilo que se me apresentavam”  Assim, adquire o equipamento e passa a ser um dos expoentes do sistema no Brasil.

## Cronologia
- 1838 - O professor Charles Wheatstone apresenta à Real Sociedade Britânica um aparelho estereoscópio de sua invenção. Utilizando-se de desenhos, logo foi apropriado pela fotografia.

- 1851 - A estereoscopia é apresentada na Exposição Universal de Londres pelo cientista David Brewster, ganhando a adesão da Rainha Vitória e se popularizando.

- 1861 - D. Pedro II concede o título de “Photographo Oficial da Casa Imperial” à Revert Henrique Klumb, fotógrafo que utilizava a estereoscopia e responsável por introduzir a técnica no país.

- 1871 - Nasce no Rio de Janeiro Guilherme Antonio dos Santos, filho de José Antonio dos Santos, que posteriormente será um dos sócios da joalheria “Luiz de Rezende & C.”, localizada na Rua do Ouvidor com a Rua dos Ourives. Luiz de Rezende era também um colecionador de arte , coleção esta doada a Pinacoteca da Escola Nacional de Belas Artes.

- 1883 - Termina os estudos no Colégio Aquino, localizado na Rua do Lavradio, junto com Luís Gastão d'Escragnolle Dória, futuro professor de história do colégio Pedro II.  Os dois alunos são condecorados com medalhas por Pedro II por terem respondido corretamente a todas as perguntas sobre a História do Brasil.

- 1886 - Guilherme Santos forma-se bacharel em letras aos 15 anos pelo Colégio Abílio, em Botafogo, região já ocupada pela elite burguesa do Rio de Janeiro.  Fundado pelo educador brasileiro Abílio César Borges, o Barão de Macaúbas, para ser dirigido pelo seu filho Joaquim César Borges, o renomado colégio possuía alunos das famílias mais abastadas do cenário carioca.

- 1898 - Em 17 de junho recebe menção honrosa ao lado de outros comerciantes pela Associação dos Empregados no Comércio do Rio de Janeiro aparecendo no jornal Gazeta de Notícias.

- 1905 - Viaja para Paris e tem contato com a estereoscopia em uma exposição da “Maison Jules Richard”. Jules Richard é o criador do Verascope, um sistema que integra câmera e visor e utiliza filmes em chapa de vidro. O sistema se populariza como objeto de lazer e entre fotógrafos amadores, tendo Guilherme Santos como expoente do sistema no Brasil.  Na exposição, Guilherme Santos se depara com imagens do Brasil que considerava negativas. Segundo ele: “a alma caiu-me aos pés e da indignação surgiu o ideal de realizar pelo mesmo processo, a coleção de vistas que pudesse mostrar ao mundo que o Brasil não era, absolutamente, aquilo que se me apresentavam”

- 1910 - Criação do Photo Club do Rio de Janeiro.

- 1920 - Fotografa a chegada do Rei Alberto e da Rainha Elizabeth, da Bélgica.

- 1922 - Fundação do Photo Club Brasileiro pelos fotógrafos Alberto Friedmann e Fernando Guerra Duval e os sócios do Photo Club do Rio de Janeiro. O fotoclube tinha como objetivo a reunião de fotógrafos para a realização de debates, palestras, exposições e servir como um grupo de estudos sobre fotografia artística.  Gerou a publicação das revistas “Photo Revista do Brasil” e “Photogramma”, tornando-se referência na publicação de fotografias artísticas no Brasil aos moldes dos fotoclubes europeus  e publicando fotógrafos como Augusto Malta. Registra a Exposição Internacional do Centenário da Independência do Brasil, ocorrida na região central do Rio de Janeiro, onde antes se localizava o Morro do Castelo destruído para a realização da exposição. A exposição visava mostrar os avanços sociais, políticos e econômicos da república do país e servir como afirmação da identidade nacional.

- 1923 - Guilherme Santos se associa ao Photo Club Brasileiro  tendo uma fotografia sua como capa da Photo Revista do Brasil.

- 1964 - Ocorre um incêndio em sua loja, apenas restando seu acervo fotográfico que estava guardado em um cofre de alta segurança. A fim de preservá-lo, em 28 de abril parte de seu acervo é vendido ao Banco do Estado da Guanabara fazendo parte da coleção inicial do Museu da Imagem e do Som – RJ. O MIS-RJ tem como objetivo documentar imagens e sons que valorizem a cidade do Rio de Janeiro, servindo como instrumento de memória da cidade.

- 1966 - Em Janeiro Guilherme Santos morre no Rio de Janeiro.